# Archivo histórico de la Armada de Chile
El Archivo histórico de la Armada de Chile, ubicado en Cerro Artillería, ⁣Valparaíso, Chile, fue fundado en 1997 con el objetivo de almacenar, organizar y restaurar documentación sobre la historia de la Armada de Chile. 
El archivo conserva materiales que datan del siglo XIX hasta la actualidad, entre los que se encuentran correspondencias, manuscritos, fotografías, archivos audiovisuales, patrimonio bibliográfico, entre otros. 
Actualmente, se encuentra ubicado en el Edificio de la ex Escuela Naval. 

## Historia

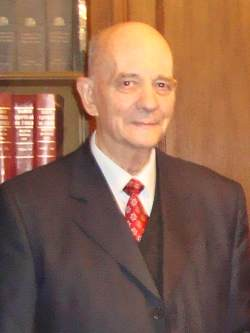
Almirante Jorge Martínez Busch (1936-2011)

En septiembre de 1994 el comandante en jefe de la Armada, almirante Jorge Martínez Busch, expuso la necesidad de crear un archivo histórico para restaurar, recolectar, conservar y difundir el patrimonio institucional, por lo que en enero del año 1995 se dio inicio al Proyecto Iridio, encabezado por la Dirección de Educación de la Armada, para planificar su construcción.
El 10 de noviembre de 1997 se inauguró el Archivo dentro del Museo Marítimo Nacional en un sector del ala poniente, el cual contaba con 800 m² y 3 pisos. En este mismo año se le declaró como el primer Archivo histórico en el país en utilizar la última tecnología para la digitalización de sus documentos.
En el año 2012, con la finalidad de almacenar documentos digitalizados y facilitar el acceso a estos, se elaboró el repositorio digital del archivo, liderado por un equipo conformado por la encargada del archivo, la bibliotecóloga Cecilia Guzmán Bastías, el capitán Carlos Tromben Corbalán, la empresa INFODI especializada en informática, y  practicantes profesionales de la Universidad de Playa Ancha.     

## Colección

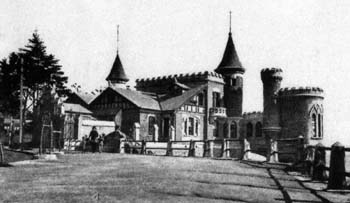
El Museo Marítimo Nacional se ubicó en el Castillo Wulff desde el año 1960 hasta 1986, año en donde tuvo que cerrar sus puertas por complicaciones en el cuidado de los materiales. El 23 de mayo 1988 se reinauguró en el Edificio de la ex Escuela Naval.

La colección se compone de manuscritos e impresos, documentos como correspondencias, manuscritos, actas, bitácoras, historiales y partes de viajes, fotografías, litografías, placas de vidrio, dibujos y grabados, archivo audiovisual, películas, videos VHS y películas producidas por la televisión naval y por último el patrimonio bibliográfico.

## Actualidad
En la actualidad el Archivo y la Biblioteca histórica han continuado con el proceso de conservación y difusión de los materiales más relevantes de sus colecciones en conjunto con el Museo Marítimo Nacional. 